# Brewer (Misuri)
Brewer es un lugar designado por el censo ubicado en el condado de Perry en el estado estadounidense de Misuri. En el Censo de 2010 tenía una población de 374 habitantes y una densidad poblacional de 61,74 personas por km².

## Geografía
Brewer se encuentra ubicado en las coordenadas 37°47′1″N 89°55′5″O / 37.78361, -89.91806. Según la Oficina del Censo de los Estados Unidos, Brewer tiene una superficie total de 6.06 km², de la cual 6.06 km² corresponden a tierra firme y (0%) 0 km² es agua.

## Demografía
Según el censo de 2010, había 374 personas residiendo en Brewer. La densidad de población era de 61,74 hab./km². De los 374 habitantes, Brewer estaba compuesto por el 99.2% blancos, el 0% eran afroamericanos, el 0.53% eran amerindios, el 0% eran asiáticos, el 0% eran isleños del Pacífico, el 0% eran de otras razas y el 0.27% pertenecían a dos o más razas. Del total de la población el 1.07% eran hispanos o latinos de cualquier raza.